# Maikel Aerts
Maikel Aerts (* 26. Juni 1976 in Eindhoven) ist ein ehemaliger niederländischer Fußballspieler.

## Karriere
Aerts spielte für FC Den Bosch, Germinal Beerschot, RBC Roosendaal, Feyenoord Rotterdam und Willem II Tilburg in den Niederlanden. Im Jahr 1997 war Aerts für drei Monate wegen Drogenkonsums gesperrt worden.
Zur Saison 2010/11 wurde er als neuer Stammtorwart von Hertha BSC verpflichtet. Dort sollte er dem Verein helfen nach dem Abstieg den Klub wieder in die Bundesliga zu führen. Er unterschrieb einen Vertrag bis 2012 und ersetzte den bisherigen Stammtorwart Jaroslav Drobný. In der Saison 2010/11 kam er dann auf 24 Einsätze in der 2. Bundesliga für die Hertha und war maßgeblich daran beteiligt, dass die Berliner in dieser Saison den direkten Wiederaufstieg in die Bundesliga schafften. Ab der Spielzeit 2011/12 verlor er den Platz im Tor dann allerdings an den vom FC Bayern München verpflichteten Thomas Kraft. Nachdem Aerts vor Beginn der Saison 2012/13 ein neues Vertragsangebot von Hertha BSC abgelehnt hatte, gab der Verein am 29. Juni 2012 die Trennung bekannt.

## Privates
Maikel Aerts ist der Cousin des dreifachen K-1-Weltmeisters Peter Aerts.